# Zelenohirea, Alușta
Zelenohirea (în ucraineană Зеленогір'я) este un sat în comuna Prîvitne din orașul regional Alușta, Republica Autonomă Crimeea, Ucraina.

## Demografie
Componența lingvistică a localității Zelenohirea
     Rusă (50,89%)
     Tătară crimeeană (37,72%)
     Ucraineană (11,03%)
Conform recensământului din 2001, majoritatea populației localității Zelenohirea era vorbitoare de rusă (50,89%), existând în minoritate și vorbitori de tătară crimeeană (37,72%) și ucraineană (11,03%).